# Seznam poslanců Malty (1924–1927)
Seznam poslanců Malty za volební období 1924–1927.
| Jméno                    | Strana | Volební okresek | Poznámky                            |
| ------------------------ | ------ | --------------- | ----------------------------------- |
| Giovanni Adami           | UPM    | 5               |                                     |
| Luigi Azzopardi Castaldi | UPM    | 7               |                                     |
| Augusto Bartolo          | CON    | 2               |                                     |
| Giovanni Bencini         | MLP    | 4               |                                     |
| Pawlu Boffa              | MLP    | 5               |                                     |
| Salvatore Borg Olivier   | UPM    | 7               |                                     |
| John Bugeja              | CON    | 6               |                                     |
| Carmelo Bugelli          | MLP    | 4               |                                     |
| Francesco Buhagiar       | UPM    | 6               |                                     |
| Antonio Dalli            | UPM    | 3               |                                     |
| Enrico Dandria           | UPM    | 2               |                                     |
| Giuseppe De Giorgio      | UPM    | 7               |                                     |
| Fortunato Ellul          | UPM    | 3               |                                     |
| Vincenzo Farrugia        | MLP    | 2               |                                     |
| Edoardo L. Galea         | UPM    | 1               |                                     |
| Robert V. Galea          | CON    | 1               |                                     |
| Robert E. Hamilton       | CON    | 4               |                                     |
| Charles Sydney Henry     | CON    | 3               | odstoupil; nástupce Bencini, Robert |
| Alberto Magri            | DNP    | 2               |                                     |
| Carlo Mallia             | DNP    | 1               |                                     |
| Giuseppe Micallef        | CON    | 8               |                                     |
| Giuseppe Micallef        | DNP    | 8               |                                     |
| Carmelo Mifsud Bonniċi   | DNP    | 4               |                                     |
| Giuseppe Mifsud Ellul    | MLP    | 3               |                                     |
| Ugo P. Mifsud            | UPM    | 1               |                                     |
| Enrico Mizzi             | DNP    | 8               |                                     |
| Lewis F. Mizzi           | CON    | 5               |                                     |
| Walter Salomone          | CON    | 6               |                                     |
| William Savona           | MLP    | 5               |                                     |
| Gerald Strickland        | CON    | 8               |                                     |
| Edwin Vassallo           | CON    | 7               |                                     |
| Salvatore Zammit Hammet  | MLP    | 6               |                                     |